# Schukowka (Kaliningrad)
Schukowka (russisch Жуковка, deutsch Quilitten, litauisch Kvilyčiai) ist ein Ort in der russischen Oblast Kaliningrad (Gebiet Königsberg (Preußen)) und gehört zur Pogranitschnoje selskoje posselenije (Landgemeinde Pogranitschny (Hermsdorf)) mit Sitz in Sowchosnoje (Rippen) im Rajon Bagrationowsk (Kreis Preußisch Eylau).

## Geographische Lage
Schukowka liegt neun Kilometer nordöstlich der ehemaligen Kreisstadt Mamonowo (Heiligenbeil) an der russischen Regionalstraße 27A-020 (frühere russische A 194, ehemalige deutsche Reichsstraße 1). Die nächste Bahnstation ist Primorskoje-Nowoje (Wolittnick) an der Strecke von Kaliningrad (Königsberg) über Mamonowo nach Polen (ehemalige Preußische Ostbahn).

## Geschichte
Der ehemals Quilitten genannte Ort blickt auf ein sehr altes Gründungsdatum zurück: im Jahre 1260 wurde Perapien das erste Mal erwähnt. Vor 1945 bestand das Dorf aus einem großen und mehreren kleinen Höfen. Zwischen 1874 und 1945 war Quilitten Sitz und namensgebender Ort des Amtsbezirk Quilitten im Landkreis Heiligenbeil im Regierungsbezirk Königsberg der preußischen Provinz Ostpreußen.
Im Jahre 1910 zählte Quilitten 104 Einwohner. Ihre Zahl stieg bis 1933 auf 289 und betrug 1939 noch 259.
Infolge des Zweiten Weltkrieges kam die Gemeinde Quilitten 1945 mit ihren beiden Ortsteilen, den Gutsdörfer Paplauken (heute russisch: Timirjasewo) und Schreinen (der Ort existiert nicht mehr) mit dem nördlichen Ostpreußen zur Sowjetunion und erhielt 1947 die russische Bezeichnung „Schukowka“.
Bis zum Jahre 2009 war Schukowka in den Pjatidoroschni selski sowjet (Dorfsowjet Pjatidoroschnoje (Bladiau)) eingegliedert und ist seither – aufgrund einer Struktur- und Verwaltungsreform – eine als „Siedlung“ (russisch: possjolok) gekennzeichnete Ortschaft innerhalb der Pogranitschnoje selskoje posselenije (Landgemeinde Pogranitschnoje (Hermsdorf)) im Rajon Bagrationowsk.

### Amtsbezirk Quilitten (1874–1945)
Am 11. Juni 1874 wurde der Amtsbezirk Quilitten errichtet, der bis 1945 bestand und anfangs aus zwei Landgemeinden und fünf Gutsbezirken bestand:
| Deutscher Name                            | Russischer Name | Bemerkungen                                             |
| ----------------------------------------- | --------------- | ------------------------------------------------------- |
| Landgemeinden:                            |                 |                                                         |
| Königsdorf                                | NN.             |                                                         |
| Quilitten                                 | Schukowka       |                                                         |
| Gutsbezirke:                              |                 |                                                         |
| Haselau                                   | Bogdanowka      | 1928 in die Landgemeinde Groß Hoppenbruch eingegliedert |
| Newecken                                  | Timirjasewo     | 1928 in die Landgemeinde Groß Hoppenbruch eingegliedert |
| Paplauken                                 | Timirjasewo     | 1928 in die Landgemeinde Quilitten eingegliedert        |
| Rauschnick                                | Timirjasewo     | 1928 in die Landgemeinde Königsdorf eingegliedert       |
| Schreinen                                 | NN.             | 1928 in die Landgemeinde Quilitten eingegliedert        |
| ab 12. Juli 1929: Landgemeinde Jürkendorf | Bogdanowka      | wurde aus dem Amtsbezirk Groß Rödersdorf umgegliedert   |

Am 1. Januar 1945 gehörten zum Amtsbezirk Quilitten aufgrund der Umstrukturierungen noch drei Gemeinden: Jürkendorf (Bogdanowka), Königsdorf (Schukowka, heute nicht mehr existent) und Quilitten selbst.

## Kirche
Die mehrheitlich evangelische Bevölkerung Quilittens war vor 1945 in das Kirchspiel Bladiau (heute russisch: Pjatidoroschnoje) eingepfarrt. Es gehörte zum Kirchenkreis Heiligenbeil (Mamonowo) innerhalb der Kirchenprovinz Ostpreußen der Kirche der Altpreußischen Union.
Heute liegt Schukowka im Einzugsbereich der in den 1990er Jahren neu entstandenen evangelisch-lutherischen Gemeinde in Mamonowo (Heiligenbeil). Sie ist eine Filialgemeinde der Auferstehungskirche in Kaliningrad (Königsberg) und ist in die Propstei Kaliningrad der Evangelisch-lutherischen Kirche Europäisches Russland eingegliedert.